# Transalpin
A Transalpin egy EuroCity távolsági vonat (EC 163/164-es vonatszámon), amely 2013. december 15. óta naponta összeköti Zürichet Grazcal. 1958-tól 2009-ig ugyanezen a néven közlekedett vonat Bázelből (2009 decemberéig), illetve 2009 decemberétől 2010 decemberéig Zürichből Bécsbe.

## Útvonal
A járat menetideje 9 óra 34 perc Zürich és Graz között (ellenkező irányba 9 óra 35 perc), miközben az alábbi állomásokat érinti: Sargans, Buchs SG, Feldkirch, Bludenz, St. Anton am Arlberg, Landeck-Zams, Ötztal, Innsbruck, Jenbach, Wörgl, Kirchberg in Tirol, Kitzbühel, St. Johann in Tirol, Saalfelden, Zell am See, Schwarzach-St. Veit, St. Johann im Pongau, Bischofshofen, Radstadt, Schladming, Stainach-Irdning, Liezen, Selzthal, St. Michael in Upper Styria és Leoben. A menetirány Buchs SG (határállomás) és Selzthal állomáson változik.

## Vonatösszeállítás
A 2014/2015-ös menetrendi időszakban az EC Transalpin az SBB-CFF-FFS egy első osztályú termes panorámakocsijából állt, a többi kocsi az ÖBB kocsija volt, köztük egy étkezőkocsi és egy kombinált poggyászkocsi első osztályú ülésekkel, amelyek lehetővé tette a kerékpárok szállítását. A másodosztályon fülkés és termes kocsik egyaránt rendelkezésre álltak.
Zürich és Buchs között a vonatot általában az SBB-CFF-FFS SBB Re 420 sorozatú mozdonya húzza. Buchs és Graz között az ÖBB 1016 vagy ÖBB 1116 sorozatú mozdonya közlekedik.